# Zoot (firma)
ZOOT (výslovnost [zút]) je český multichannel prodejce oblečení, obuvi, módních doplňků, home decor sortimentu, doplňků stravy a kosmetiky a technologická platforma se sídlem v Praze. V roce 2021 nabízí objednání a vyzkoušení zboží na více než 130 partnerských výdejnách po České republice. Nabízí službu Marketplace, díky které prostřednictvím Zootu mohou prodávat své produkty další značky. Působí na 7 dalších evropských trzích: na Slovensku, v Chorvatsku, Maďarsku, Slovinsku, Itálii, Bulharsku a Rumunsku.

## Historie
Společnost vznikla v roce 2007 jako Ichtys Delta a.s., v roce 2009 se přejmenovala nejdříve na Brands4Friends a.s. a poté na současný název. Podnikat začala v roce 2010, zpočátku jako sociální síť zaměřená na módu, tento koncept však nebyl úspěšný. Jedním z prvních investorů byl internetový podnikatel Oldřich Bajer. Společnost vlastní nizozemská ZOOT B.V., když mezi její vlastníky patří v roce 2017 mj. Oldřich Bajer (39,36 %), lucemburský fond TCEE FUND III obhospodařovaný 3TS Capital Partners (35,76 %) a ředitel Zootu Ladislav Trpák (13,82 %).
V roce 2020 po roce trvající insolvenci firma splnila reorganizační plán a novým majitelem firmy se stala Company New ze skupiny Natland. Podíl ve společnosti Company New zároveň koupili Milan a Simona Polákovi, vlastnící módní e-shop Different. Company New se současně stala minoritním vlastníkem Differentu a Milan Polák nastoupil jako CEO ZOOTu. Cílem se stalo maximální využití vzájemné synergie obou módních e-shopů. K nim se po akvizici na jaře 2021 přidaly další dva české módní e-shopy – Urban Store a Bibloo. V roce 2021 společnost ZOOT a.s. zanikla při fúzi se společností Digital People, a.s.

## Aktuální působení
ZOOT se zaměřuje na optimalizaci nákladů, zdokonalování logistiky a synergie všech zapojených e-shopů. Klíčové je také online tržiště neboli marketplace, který umožňuje prodej produktů třetí strany na platformě ZOOT.  Společnost se soustředí na zodpovědnější přístup k prodeji i nákupu módy. Zavedla látkové prací pytle na převoz objednávek ze skladu na výdejny a zpět spolu s opakovaně použitelnými bednami a rozšiřuje řadu svých lokálních partnerů.
ZOOT provozuje několik privátních módních značek, mezi které patří ZOOT, ZOOT Baseline, ZOOT Original, ZOOT Dobro, OJJU, Icoonic. 